# 瓣结鱼
瓣结鱼（学名：Folifer brevifilis）为瓣结鱼属的唯一物種，屬鯉形目鲤科的鱼类。分布于越南的红河水系以及闽江水系、珠江水系、澧水、沅江水系、在宜昌地区的长江干支流、四川境内的长江干支流、金沙江、南盘江、元江、澜沧江、西双版纳的红河水系、海南等。该物种的模式产地在香港。

## 分類
本種曾歸類于结鱼属，後來被分出獨立為一屬。
- 瓣结鱼指名亚种（学名：Folifer brevifilis brevifilis），Peters于1880年命名，俗名白鳍鱼、哈司、长沙公。分布于越南的红河水系以及珠江水系、闽江水系、澧水、沅江水系、在宜昌地区的长江干支流、四川境内长江干支流、云南的元江、西双版纳的罗梭江水系等。该物种的模式产地在香港。[2]
- 海南瓣结鱼（学名：Folifer brevifilis hainanensis），Wu于1977年命名，是中国的特有物种。分布于海南岛五指山、乐东等。该物种的模式产地在海南岛五指山、乐东。[3]

## 扩展阅读
- 維基物種上的相關：瓣结鱼